# Панчівська волость
Панчівська волость — історична адміністративно-територіальна одиниця Єлисаветградського повіту Херсонської губернії.
Станом на 1886 рік складалася з 4 поселень, 4 сільських громад. Населення — 6685 осіб (3427 чоловічої статі та 3248 — жіночої), 1400 дворових господарств.
|                     | Площа, десятин | У тому числі орної, дес. |
| ------------------- | -------------- | ------------------------ |
| Сільських громад    | 14139          | 11528                    |
| Приватної власності | 1753           | 732                      |
| Казенної власності  | 1564           | 536                      |
| Іншої власності     | 249            | 149                      |
| Загалом             | 24257          | 15062                    |

Найбільші поселення волості:
- Панчев — село при річці Велика Вись за 45 верст від повітового міста, 3431 особа, 758 дворів, православна церква, школа, 4 лавки, базари по неділях.
- Коніж — село при річці Велика Вись, 2596 осіб, 552 двори, православна церква та школа.
- Шпакове — село при річці Сухий Ташлик та ставку, 371 особа, 74 двори, православна церква.